# Uppvaknandet (1987)
Uppvaknandet är en svensk dramafilm från 1987 i regi av Susanna Edwards. Filmen var Edwards regidebut och var även den första film som Helena Bergström medverkade i (hon hade tidigare medverkat i flera TV-serier).

## Om filmen
Filmens manus skrevs av Edwards som även var producent. Fotografer var Henrik Carlheim-Gyllenskiöld, Per Fredrik Skiöld och klippare Edwards och Göran Olsson. Filmen premiärvisades den 12 mars 1987 i Sveriges Television och visades 4 oktober samma år på Bio Mauritz som en del av Filmens dag.

## Handling
En fluga surrar mot en fönsterruta och Li ligger naken och bakfull på kanten av en madrass. Hon minns först inte var hon är eller hur hon har hamnat där, men sakta kommer minnesbilderna tillbaka. På en fest möter hon Xavier, en flykting från Argentina, vilket blir ett möte som överraskar henne.

## Rollista
- Andrea Edwards – Li
- Pablo Bursztyn – Xavier
- Helena Bergström – Betty
- Jacqueline Ramel – "Ankan", Lis väninna
- Nome Norman – Robban
- Tore Vicencio	– Julio
- Nils Claesson – Don Juan
- Nils-Eric Tedgård – jiddrare
- Leo Gröndahl – bartender
- Lasse Djurberg – vakt
- P.O. Mazetti – Johan
- Andreas Brandt – medlem i gruppen Hoffman & The Ballroom Blitz
- Sören Johnsson – medlem i gruppen Hoffman & The Ballroom Blitz
- Sebastian Öberg – medlem i gruppen Hoffman & The Ballroom Blitz